# Фейхо-и-Монтенегро, Бенито Херонимо
Бени́то Херо́нимо Фейхо́-и-Монтене́гро (исп. Benito Jerónimo Feijoo y Montenegro; 8 октября 1676, Оренсе, Испания — 26 сентября 1764, Овьедо, Испания) — испанский учёный, писатель и монах-бенедиктинец.

## Биография
Вступил в орден бенедиктинцев в возрасте 12 лет, учился в Галисии, Леоне, Саламанке. Затем изучал теологию и философию в университете Овьедо, где стал профессором теологии.
Фейхо-и-Монтенегро был известным эссеистом, критиком и просветителем. Его работы Teatro crítico universal (1726—1739) и Cartas eruditas y curiosas представляют собрание эссе на самые разные темы: от образования, законодательства, медицины до суеверий и популярных верований. Он также известен тем, что писал и на галисийском языке, который ценил на уровне португальского и кастильского языков.
Считается автором одного из первых произведений на тему феминизма — эссе Defensa de las mujeres, в котором размышляет о недостаточном внимании в период эпохи Просвещения в Испании к вопросу женского равноправия. В числе других его интересов мифология и науки о природе. Выступал в защиту веротерпимости. В «Письме еврею из Байонны» он объявил предрассудком ненависть из-за различий в религии. Для Испании, где инквизиция огнём искореняла всякое сочувствие иудаистам, — это была большая смелость. Несколько раз на Фейхо поступали доносы и только покровительство короля его спасло.
Во многом однако оставался в рамках католической ортодоксии, отрицая, например, понятие «естественого человека», считал, что во все времена зло коренится в человеческой природе, а добро — в божественом милосердии. Оказал большое влияние на эссеистскую традицию в Испании: Ларру, Унамуно, Асорина, Ортегу-и-Гассета. По мнению И. А. Тертерян, они восприняли у Фейхо основные свойства его эссе, в которых эстетическим стержнем является субъект, особо значима личность автора, его внутренний мир и идеи.
По выражению Тикнора, Фейхо-и-Монтенегро «один больше сделал для интеллектуального развития своей страны, нежели все его предшественники в течение целого века».

## Труды
- Carta Apologética de la Medicina Escéptica, del doctor Martínez
- Teatro crítico universal
- Cartas eruditas y curiosas